# Adadxumaiddina
Adadxumaiddina o Adad-šuma-iddina va ser rei de Babilònia durant sis anys. Va succeir a Kadaixmankharbe II, favorable als elamites, i sembla que els assiris el van imposar al tron.
El darrer sobirà dels igihàlquides d'Elam, Kidin-Hutran III, va tornar a Babilònia contra Adadxumaiddina, al que va derrotar i per un temps va dominar una part de Sumer, però segurament acabà expulsat pels assiris. Les fonts desapareixen, però el conflicte entre Babilònia i Elam persisteix encara amb la següent dinastia elamita dels sutrúquides.
No se sap que tingués cap relació de parentiu amb Kadaixmankharbe II ni amb la família de Kaixtiliaix IV. Va ser expulsat del tron per una revolta babilònica i substituït per Adadxumausur, un fill de Kaixtiliaix IV.